# Peteris Barisons
Peteris Barisons (18. maj 1904 i Skudras - 13. juli 1947 i Riga, Letland) var en lettisk komponist, dirigent, lærer og rektor.
Barisons studerede komposition og direktion på Musikkonservatoriet i Riga hos Jazeps Vitols og Janis Medins.
Han var sidenhen rektor og lærer i komposition og direktion på Musikkonservatoriet i Riga.
Barisons har skrevet 3 symfonier, orkesterværker, kammermusik, korværker, vokalmusik etc.

## Udvalgte værker
- Symfoni nr. 1 (1935) - for orkester
- Symfoni nr. 2 "Romantisk" (1939) - for orkester
- Symfoni nr. 3 (1947) (ufærdig) - for orkester
- Tragisk digt (1936) - for orkester
- "Līgo" (1935-1936) (symfonisk digtning) - for orkester
- "Letisk Rapsodi" (1945) for klaver og orkester
- "Barndomsmorgener" (1943-1946) (symfonisk suite) - for orkester
- "Festlig overture" (1947) (ufærdig) - for orkester